# Jaurès, naissance d'un géant
Pour plus de détails, voir Fiche technique et Distribution.
Jaurès, naissance d’un géant est un téléfilm français (2005) réalisé par Jean-Daniel Verhaeghe pour France 2, produit par Jacques Kirsner, sur un scénario de Jean-Michel Gaillard et Jacques Kirsner.

## Synopsis
Le 16 août 1892, à Carmaux, 2000 mineurs se révoltent parce que l'un des leurs, Jean-Baptiste Calvignac, élu maire de la ville, a été licencié de la Compagnie des Mines et plus précisément par le marquis de Solages. Jean Jaurès a 34 ans, il a été élu et puis battu. En quelques semaines durant cette grève, Jaurès joue son destin, il sera l'élu des pauvres

## Fiche technique
- Titre : Jaurès, naissance d'un géant
- Réalisation : Jean-Daniel Verhaeghe
- Scénario : Jean-Michel Gaillard et Jacques Kirsner
- Direction artistique : Chantal Giuliani
- Costumes : Bernadette Villard et Nicole Meyrat
- Photographie : Gérard Vigneron
- Montage : Carole Equer-Hamy
- Musique : Carolin Petit (la chanson Jaurès de Jacques Brel est reprise par Serge Lama[1])
- Production : Jacques Kirsner
- Pays d'origine : France
- Format : Couleurs
- Genre : biographie, drame, historique
- Durée : 91 minutes
- Date de sortie : 8 mars 2005

## Distribution
- Philippe Torreton : Jean Jaurès
- Valérie Kaprisky : Louise
- Pierre Vernier : le Marquis de Solages
- Florence Pernel : Séverine
- Frédéric van den Driessche : Calvignac
- Alexandre Zloto : Maurice
- Alexandre Brasseur : Roger Calmel
- Serge Maillat : Humblot
- Adélaïde Bon : Fanny
- Marcel Dossogne : Le préfet
- Thomas Derichebourg : Xavier
- André Falcon : Jules Ferry
- Jacques Collard : Charles Floquet
- Jean-Michel Gaillard : Loubet
- Claire Meyrat : Madeleine
- Pascal Germain : Aucouturier
- Hervé Caradec : Jules Meline
- Goudouli : Waldeck-Rousseau
- Charles Gimat : Loutin
- Jean-Claude Barbier : Meyer
- Régis Maynard : Le délégué #1
- Laurent Gil : Le délégué #2
- Alain Dumas : Le capitaine de gendarmerie
- Andres Fuentes : Jean Toumadre
- Thierry Calas : Le président du tribunal
- Stéphane Facco : L'adjoint de Séverine (Marcel)
- Richard Duval : Un officier
- Olivier Clément : Le scrutateur
- Pierre Bonafé : Un ouvrier
- Eléonore Echene : Une femme
- Max Rangotte : L'huissier
- Rolland Berger : Le procureur
- Jean-Claude Baudracco : Melchior Groc

## Autour du film

### Diffusions
- 25 avril 2005 sur France 2
- 22 septembre 2008, à 21 h 0 sur TV5 Monde.
- 11 juillet 2014, à 20 h 50 sur Arte
- 2 mai 2020, à 16 h 30 sur LCP